# Trentepohlia callisto
Trentepohlia callisto är en tvåvingeart som beskrevs av Alexander 1955. Trentepohlia callisto ingår i släktet Trentepohlia och familjen småharkrankar.
Artens utbredningsområde är Madagaskar. Inga underarter finns listade i Catalogue of Life.